# Kim Mal-ryeon
Kim Mal-ryeon (김말련?; 28 giugno 1953) è un'ex cestista sudcoreana.

## Carriera
Con la Corea del Sud ha disputato le Olimpiadi del 1988, segnando 3 punti in 2 partite.